# Deutsch-Amerikanische Freundschaft
Deutsch Amerikanische Freundschaft, eller D.A.F., var en tysk electropunkgrupp, grundad av sångaren Gabi Delgado-López och trumslagaren Robert Görl i Düsseldorf, 1978.
Bandet betraktas tillsammans med Kraftwerk som pionjärer inom tysk elektronisk musik (Kraftwerk med techno/syntpop och D.A.F. med electropunk/EBM), och de lade grunden till det som sedermera kom att bli Neue Deutsche Welle, en tysk subgenre till new wave.

## Medlemmar
Nuvarande medlemmar
- Robert Görl – trummor, slagverk, elektroniska instrument

Senaste medlemmar
- Gabi Delgado-López – sång
- Kurt Dahlke – elektroniska instrument (ersatt år 1979 av Chrislo Haas)
- Chrislo Haas – elektroniska instrument, basgitarr, saxofon (1979–1981)
- Michael Kemner – basgitarr
- Wolfgang Spelmans – gitarr

## Diskografi
Studioalbum
- 1979 – Produkt der Deutsch-Amerikanischen Freundschaft
- 1980 – Die Kleinen und die Bösen
- 1981 – Alles ist gut
- 1981 – Gold und Liebe
- 1982 – Für immer
- 1986 – 1st Step to Heaven
- 2003 – Fünfzehn neue DAF-Lieder

Livealbum
- 1983 – Live in Berlin

Samlingsalbum
- 1988 – D.A.F.
- 1989 – Hitz-Blitz
- 1998 – Der Mussolini
- 2009 – Das Beste von DAF
- 2017 – Das ist DAF

Singlar
- 1980 – "Kebab-Träume" / "Gewalt"
- 1981 – "Der Mussolini"
- 1981 – "Der Räuber und der Prinz" / "Tanz mit mir"
- 1981 – "Goldenes Spielzeug"
- 1981 – "Liebe auf den ersten Blick"
- 1981 – "Sex unter Wasser" / "Knochen auf Knochen"
- 1982 – "Verlieb Dich in mich" / "Ein bisschen Krieg"